# Yngve
Yngve, ibland stavat Yngwe, är ett fornnordiskt mansnamn som troligtvis kommer från ett gammalt gudanamn med oklar identitet (se Ingwaz), men som möjligtvis är ett alternativt namn på guden Frej. Namnets ursprungliga sammanhang är långt ifrån okomplicerat då källorna (ibland t.o.m från samma tid) motsäger varandra. Kungalängder från 1100-talet uppger honom som far till Njord och Frejs farfar, och även kung av Turkiet. Dessa uppgifter förekommer inte i tidigare eller senare källor. Yngve var enligt Snorre Sturlasson den förste kungen av Sverige och efter honom blev hans ätt kallad ynglingaätten. Snorre kopplar aldrig Frej och Yngve direkt, men i sin Ynglingasaga anger Snorre Yngve-Frej som anfader till ätten. Ynglingatal, den äldsta källan, nämner varken Yngve, Frej eller någon annan gud som anfader till ätten.
Yngve har namnsdag den 11 februari i Sverige (sedan 1901), delas med Inge. I den finlandssvenska namnsdagslängden har Yngve namnsdag 23 november sedan starten 1929, då en egen namnsdagskalender togs i bruk för finlandssvenskar.

## Statistik
Namnet är vanligast bland svenska män över 50, men förekommer nästan bara som andranamn bland de yngsta. Namnet var mycket populärt under 1800-talet då man vurmade för vikingatiden. 
2014 fanns det totalt uppemot 15 500 personer i Sverige med namnet Yngve, varav nära 3 400 hade det som tilltalsnamn. Yngve förekommer även som efternamn, till exempel hos dirigenten Jan Yngwe. I slutet av 2014 fanns det 529 personer med Yngve som efternamn. År 2003 fick 47 pojkar namnet, men ingen fick det som tilltalsnamn. 

## Personer med namnet Yngve
- Yngve Baum, svensk fotograf
- Yngve Bergkvist, svensk ishotellsdirektör
- Yngve Brilioth, svensk ärkebiskop
- Yngve Brodd, fotbollsspelare, OS-brons 1952
- Yngve Ekström, möbelformgivare
- Yngve Gamlin, svensk artist
- Yngve Holmberg, svensk politiker (m), partiledare, landshövding i Hallands län
- Yngve Hugo, folkbildningsman, radiochef 1942-1950
- Yngve Janson, svensk författare
- Yngve Kalin, svensk präst
- Yngve Larsson, svensk politiker (fp)
- Yngve Leback, svensk fotbollsspelare
- Yngve Lundström, svensk konstnär
- Yngve Lyttkens, svensk författare
- Yngwie Malmsteen (artistnamn), svensk gitarrist
- Yngve Nilsson, svensk kompositör och musiker
- Yngve Nilsson, svensk politiker (m)
- Yngve Nordwall, svensk regissör och skådespelare
- Yngve Rasmussen, svensk arkitekt
- Yngve Rudberg, svensk biskop i Skara stift
- Carl Yngve Sahlin, filosof, professor, universitetsrektor
- Yngve Sköld, svensk kompositör
- Yngve Stiernspetz, militär och gymnast, OS-guld 1912
- Yngve Stoor, svensk kompositör
- Yngve Wahl, svensk musiker
- Yngve Westerberg, svensk kompositör

## Fiktiva
- Yngve-Frej
- Alf och Yngve